# Horda
Horda is een plaats in de gemeente Värnamo in het landschap Småland en de provincie Jönköpings län in Zweden. De plaats heeft 364 inwoners (2005) en een oppervlakte van 69 hectare.

## Verkeer en vervoer
Bij de plaats loopt de Riksväg 27.